# A magyar állam tulajdonában álló műemlékek listája Somogy vármegyében
Az alábbi lista a Somogy vármegyében található, nemzeti vagyonnak minősülő és a Magyar Nemzeti Vagyonkezelő Zrt. vagyonkezelésében álló, országos műemléki védettségű ingatlanokat tartalmazza.
 Az alábbi műemléki lista a Magyar Nemzeti Vagyonkezelő Zrt. nyilvántartásának 2013. szeptemberi állapotán alapul, az oldal tartalma csupán tájékoztató jellegű! Az országos műemléki nyilvántartás közhiteles forrása a Lechner Lajos Tudásközpont.
|  | Bővebben: Csillagvár |

|  | Bővebben: Bencés kolostor (Somogyvár) |

|  | Bővebben: Csapody-kastély |

|  | Bővebben: Hetyei templomrom |

|  | Bővebben: Postamúzeum (Balatonszemes) |

|  | Bővebben: Festetics-kastély (Berzence) |

|  | Bővebben: A Somogyi Sportmúzeum egykori épülete |

|  | Bővebben: Vaszary Emlékház |

|  | Bővebben: Kaposvár vasútállomás |

|  | Bővebben: Fehérkő vára |

|  | Bővebben: Zichy-kastély (Lengyeltóti) |

|  | Bővebben: Széchenyi-kastély (Marcali) |

|  | Bővebben: Széchenyi-kastély (Somogyvár) |

|  | Bővebben: Szántódpuszta |

|  | Bővebben: Szántódpuszta |

|  | Bővebben: Szántódpuszta |

|  | Bővebben: Szántódpuszta |

|  | Bővebben: Szántódpuszta |

|  | Bővebben: Szántódpuszta |

|  | Bővebben: Szántódpuszta |

|  | Bővebben: Szántódpuszta |

|  | Bővebben: Szántódpuszta |

|  | Bővebben: Szántódpuszta |

|  | Bővebben: Szántódpuszta |

|  | Bővebben: Szántódpuszta |

|  | Bővebben: Szántódpuszta |

|  | Bővebben: Szántódpuszta |

|  | Bővebben: Szántódpuszta |

|  | Bővebben: Szántódpuszta |

|  | Bővebben: Szántódpuszta |

|  | Bővebben: Szántódpuszta |

|  | Bővebben: Szántódpuszta |

|  | Bővebben: Szántódpuszta |

|  | Bővebben: Szántódpuszta |

|  | Bővebben: Szántódpuszta |

|  | Bővebben: Szántódpuszta |

|  | Bővebben: Szántódpuszta |

|  | Bővebben: Szántódpuszta |

|  | Bővebben: Szántódpuszta |

|  | Bővebben: Szántódpuszta |

|  | Bővebben: Szántódpuszta |

|  | Bővebben: Szántódpuszta |